# Křemešník
Křemešník är en kulle i Tjeckien.   Den ligger i regionen Vysočina, i den centrala delen av landet, 100 km sydost om huvudstaden Prag. Toppen på Křemešník är 781 meter över havet, eller 132 meter över den omgivande terrängen. Bredden vid basen är 18,4 km.
Terrängen runt Křemešník är huvudsakligen lite kuperad. Runt Křemešník är det ganska glesbefolkat, med 47 invånare per kvadratkilometer. Närmaste större samhälle är Jihlava, 19,1 km öster om Křemešník. I omgivningarna runt Křemešník växer i huvudsak blandskog.